# 四善端
四善端是孟子提出性善论理论思想的一部分。具体来讲為「惻隱之心」、「羞惡之心」、「辭讓之心」、「是非之心」。分别为「仁」、「義」、「禮」、「智」的源頭；孟子稱這四個源頭為「四端」。
另外，孟子也将「四端」比作人的「四体」，比喻人性中的善如同四肢一样是与生俱来的。而且孟子认为认识到善的本性就需要将其发扬光大。